# (5042) Colpa
(5042) Colpa est un astéroïde de la ceinture principale.

## Description
(5042) Colpa est un astéroïde de la ceinture principale. Il fut découvert le 20 juin 1974 à El Leoncito par l'Observatoire Félix Aguilar. Il présente une orbite caractérisée par un demi-grand axe de 3,01 UA, une excentricité de 0,05 et une inclinaison de 11,1° par rapport à l'écliptique.

## Compléments